# Droga krajowa 11
Die Droga krajowa 11 (kurz DK11, pol. für ,Nationalstraße 11‘ bzw. ,Landesstraße 11‘) ist eine Landesstraße in Polen. Sie führt derzeit von Kołobrzeg bis Bytom und stellt eine Nord-Süd-Achse im polnischen Straßenverkehr dar, die die Ostsee mit dem Oberschlesischen Industriegebiet verbindet. Die Gesamtlänge beträgt 596 Kilometer. Auf einigen Abschnitten wurde die Landesstraße inzwischen durch die Schnellstraße S11 ersetzt. Nach der Fertigstellung der Schnellstraße wird sie aus dem Straßennetz verschwinden.

## Geschichte
Der Straßenverlauf von Kołobrzeg und Chodzież entsprach der Streckenführung der ehemaligen deutschen Reichsstraße 160. Mit der Neuordnung des polnischen Straßennetzes 1985 wurde die Landesstraße aus den bisherigen Staatsstraßen 50 (Kołobrzeg–Koszalin) und 155 (Jastrowie–Piła–Chodzież–Oborniki Wlkp.–Posen) zusammengesetzt und verlief zunächst zwischen Kołobrzeg und Posen. Mit einer weiteren Reform der Nummerierung aller Landesstraßen am 9. Mai 2001 wurde die Streckenführung der Landesstraße bis Bytom verlängert. Die Strecke zwischen Posen und Bytom war davor Teil der Landesstraße 42 (Posen–Pleszew) und Landesstraße 43 (Pleszew–Bytom).
2009 wurde die Landesstraße auf den Abschnitten zwischen Poznań und Kórnik sowie bei Ostrów Wielkopolski zur Schnellstraße S11 ausgebaut.

## Verkehrssicherheit
Um die Verkehrssicherheit zu verbessern, wurde das Programm Drogi Zaufania (dt. etwa „Vertrauensstraßen“) von der GDDKiA ausgearbeitet. Im Rahmen dieses Programmes erfolgten ab 2008 auf Stellen mit erhöhter Unfallgefahr entlang der Landesstraße verschiedene Maßnahmen zur Verkehrssicherheit. Geplant sind die Realisierung von Ortsumgehung im Rahmen der Schnellstraße S11 und die Aufstellung von Verkehrsbeeinflussungsanlagen.

## Ausbauzustand
Der Ausbauzustand der Landesstraße 11 gliedert sich wie folgt:
| Abschnitt                       | Streifen | Trennstreifen | Bemerkung |
| ------------------------------- | -------- | ------------- | --------- |
| Kołobrzeg – Koszalin            | 2        | nein          |           |
| Stadtgebiet Koszalin            | 4        | nein          | städtisch |
| Koszalin – Posen                | 2        | nein          |           |
| Kórnik – Ostrów Wielkopolski    | 2        | nein          |           |
| Stadtgebiet Ostrów Wielkopolski | 4        | nein          | städtisch |
| Ostrów Wielkopolski – Bytom     | 2        | nein          |           |
| Bytom – Stadtgebiet Bytom       | 4        | nein          | städtisch |

## Wichtige Ortschaften entlang der Strecke
- Kołobrzeg
- Koszalin
- Bobolice
- Szczecinek
- Okonek
- Jastrowie
- Piła
- Ujście
- Chodzież
- Rogoźno
- Oborniki
- Poznań
- Kórnik
- Środa Wielkopolska
- Jarocin
- Pleszew
- Ostrów Wielkopolski
- Antonin
- Ostrzeszów
- Kępno
- Baranów
- Byczyna
- Kluczbork
- Olesno
- Lubliniec
- Tarnowskie Góry
- Bytom